# Palomar 3
Palomar 3 (Pal 3) ist ein Kugelsternhaufen im Sternbild Sextans, rund 300.000 Lichtjahre entfernt. Der Kugelsternhaufen befindet sich somit im äußeren Halo der Milchstraße. Palomar 3 ist einer von 15 Kugelsternhaufen, die in Aufnahmen aus den 1950er Jahren der Himmelsdurchmusterung Palomar Observatory Sky Survey gefunden wurden.
Palomar 3 wurde von Albert George Wilson und Walter Baade 1952 entdeckt.